# 坂口登
坂口 登（さかぐち のぼる、1899年（明治32年）1月16日 - 1979年（昭和54年）2月24日）は、日本の政治家。長野県更埴市長。位階は従六位。勲五等瑞宝章。

## 経歴
長野県埴科郡屋代町（現千曲市）生まれ。東京慈恵会医科大学医学部卒業。同附属病院研修後、東京金杉病院勤務、樺太鵜城での開業、満鉄病院勤務を経て、1932年（昭和7年）帰郷し、家業の医院を承継。1954年（昭和29年）坂口病院を設立し理事長に就任した。この間、1947年（昭和22年）日本社会党から長野県議会議員に当選するが、1949年（昭和24年）1月、任期途中で第24回衆議院議員総選挙（長野県第1区、社会党）に出馬するも落選。
三度目の市長選で当選し、1967年（昭和42年）7月、更埴市長に就任。在任中は塵芥処理施設の設置、千曲衛生組合の設立、長野県営水道による給水事業などにあたった。任期中、二度にわたり助役を解任したことから議会と対立。1969年12月、市長の不信任案を可決した議会を解散させたが、前市議のほとんどが再び当選したため、1970年2月12日に辞表を提出。しかし議会がこれを保留にして再度不信任案を可決したことから失職となった。
その後、1971年（昭和46年）の第9回参議院議員通常選挙に全国区から無所属で立候補したが落選した。
1979年死去。死没日付をもって従六位に叙され、勲五等瑞宝章を追贈された。